# Свистуново (Московская область)
Свистуново — деревня в Клинском районе Московской области, в составе Воздвиженского сельского поселения. Население — 13 чел. (2010). До 2006 года Свистуново входило в состав Воздвиженского сельского округа.
Деревня расположена в северо-западной части района, у границы с Тверской областью, примерно в 30 км к западу от райцентра Клин, на левом берегу реки Яузы, высота центра над уровнем моря — 142 м. Ближайшие населённые пункты — Овсянниково на западе, Глухино на севере, Дурасово и Степанцево на северо-востоке.

## Население
| 2002 | 2006 | 2010 |
| ---- | ---- | ---- |
| 20   | ↘13  | →13  |